# Francis Gary Powers
Francis Gary Powers (Jenkins, 17 agosto 1929 – Los Angeles, 1º agosto 1977) è stato un aviatore statunitense.
Capitano USAF, nel 1960 fu abbattuto nei cieli dell'Unione Sovietica da un S-75 causando la crisi degli U-2. Prima del suo abbattimento, Powers aveva condotto ben 27 missioni a bordo dell'U-2, sia sui cieli dell'Unione Sovietica, sia su quelli della Cina.

## Biografia
Nacque a Jenkins, Kentucky, e crebbe a Pound, Virginia. Dopo la laurea al Milligan College nel Tennessee, Gary fu arruolato nell'USAF nel 1950. Completato l'addestramento fu assegnato al 468º squadrone alla base aerea di Turner, Georgia, come pilota di F-84. Date le sue ottime doti di pilota (secondo il figlio), fu notato ed arruolato nella CIA. Lasciò ufficialmente l'aeronautica nel 1956, per unirsi al programma U-2.
I piloti degli aerei spia U-2 dovevano sorvolare ad alta quota paesi ostili agli USA per effettuare riprese fotografiche di obiettivi militari e strategici. Il 1º maggio 1960, durante un volo sull'Unione Sovietica, fu abbattuto con un missile terra-aria SAM presso Sverdlovsk; catturato e poi processato come spia, venendo condannato a tre anni di reclusione e sette di lavori forzati. Tuttavia, dopo solo ventuno mesi, fu scambiato, unitamente allo studente americano Frederic Pryor, per il colonnello del KGB Vilyam Fisher (meglio noto con lo pseudonimo di Rudoľf Abeľ), arrestato dopo le indagini condotte sul caso del nichelino cavo. Lo scambio avvenne il 10 febbraio 1962 presso il ponte di Glienicke a Potsdam, in Germania.
Al suo ritorno in patria fu aspramente criticato per non aver attivato l'autodistruzione della macchina fotografica, della pellicola e delle altre parti segrete del velivolo. Altri lo criticarono anche per il mancato utilizzo di una capsula di veleno nascosta in un dollaro d'argento, in dotazione agli agenti CIA per evitare di parlare e di confessare segreti militari in caso di tortura.
Dopo essere stato chiamato a rapporto dalla CIA, dalla Lockheed e dall'USAF, fu infine chiamato a rispondere alla commissione del Senato presieduta dal senatore Richard Russell: durante l'audizione fu appurato che Powers seguì gli ordini e che non aveva divulgato notizie sensibili al nemico e perciò aveva avuto una condotta esemplare. In seguito continuò a lavorare come pilota collaudatore per la Lockheed fino al 1970. Nello stesso anno partecipò alla stesura di un libro che raccontava l'incidente, intitolato Operation Overflight: A Memoir of the U-2 Incident.
Morì il 1º agosto 1977, all'età di 47 anni, in un incidente di volo avvenuto mentre lavorava come giornalista su un elicottero della televisione americana KNBC. Si appurò successivamente che il guasto era stato causato da un giunto del carburatore riparato male senza che Gary ne fosse a conoscenza. Lasciò la moglie Sue e due figli, Dee e Francis Gary Jr., e fu seppellito nel cimitero nazionale di Arlington.
Quando gli chiedevano quanto alto stava volando il 1º maggio 1960 egli soleva rispondere: «non abbastanza in alto». Nel 2000, a quarant'anni dall'abbattimento, alla sua famiglia è stata consegnata la Medaglia del Prigioniero di Guerra, la Distinguished Flying Cross e la National Defense Service Medal.

## Nei media
- Nel 1976 venne trasmesso il film per la TV Francis Gary Powers: The True Story of the U-2 Spy Incident. Powers è interpretato da Lee Majors.
- Powers è stato interpretato da Austin Stowell nel film Il ponte delle spie (Bridge of Spies) di Steven Spielberg (2015)